# Angelika Dünhaupt
Angelika Dünhaupt, född 22 december 1946 i Hahnenklee-Bockswiese, är en inte längre aktiv tysk rodelåkare.
Dünhaupt tävlade under slutet av 1960-talet och början av 1970-talet. Hennes största framgång var vinsten av bronsmedaljen vid de olympiska vinterspelen 1968 i Grenoble. Hon vann medaljen på grund av att tre östtyska tävlande diskvalificerades som hade värmt upp kälkens medar. Dünhaupt blev dessutom 1967 västtysk mästare och under samma år vann hon silvermedaljen vid Europamästerskapen i rodel. Året 1968 fick hon utmärkelsen Silbernes Lorbeerblatt (silverfärgat lagerblad) som är det främsta hedersbetyget för idrottare i Tyskland. Dünhaupt blev efter idrottskarriären fotograf.